# کریستیان اوتینن
کریستیان اوتینن (به انگلیسی: Kristian Outinen) (زادهٔ ۲۳ ژانویهٔ ۱۹۸۳) شناگر اهل دانمارک است.